# Доњовилични живац
Доњовилични или мандибуларни живац (лат. nervus mandibularis) је једна од завршних грана тригеминалног нерва (поред офталмичног и горњовиличног живца). Спада у групу мешовитих нерава, јер садржи и моторна и сензитивна нервна влакна.
Његов моторни део оживчава мастикаторне и из њих изведене мишиће (предњи трбух двотрбушног мишића, милохиоидни мишић, мишић затезач бубне опне и мишић затезач меког непца). Сензитивни део оживчава кожу доњег дела лица, слепоочне регије и спољашњег ушног канала, слузокожу предње 2/3 језика, подјезичног предела, доње усне и образа, као и зубе и десни доње вилице и један део тврде можданице. Поред тога, доњовилични живац регулише рад паротидне, подвиличне и подјезичне пљувачне жлезде и преноси утиске чула укуса из печуркастих папила језика у централни нервни систем.
Сензитивни део живца полази од предње-доње ивице тригеминалног ганглиона, док се његов моторни корен провлачи испод ганглиона и уједињује са претходним. Одатле се доњовилични живац пружа косо упоље и унапред, прелази преко великог крила клинасте кости и напушта средњу лобањску јаму кроз тзв. овални отвор. Након тога, он доспева у инфратемпоралну јаму, пружа се наниже (иза спољашњег криластог мишића) и након 8-10 mm се дели у своје завршне гране.
У инфратемпоралној јами се од живца одваја његова једина бочна грана - можданична грана (лат. ramus meningeus) која одлази до средње лобањске јаме и инервише део тврде мождане опне. Осим тога, у инфратемпоралној јами настају и две завршне гране (предња и задња), које се убрзо и саме расипају на већи број грана.
Од предње завршне гране се одвајају:
- дубоки слепоочни живци,
- образни живац и
- масетерични живац.

Од задње завршне гране се одвајају:
- унутрашњи криласти живац,
- живац затезача меког непца,
- живац затезача бубне опне,
- ушно-слепоочни живац,
- доњи зубни живац и
- језични живац.

Доњовиличном живцу су придодата и два вегетативна ганглиона: отички и подвилични.